# Woerdense Verlaat
Woerdense Verlaat is een dorp in de Nederlandse gemeente Nieuwkoop, aan de rand van de Nieuwkoopse plassen.

## Geschiedenis
Het dorp is ontstaan rond de in 1448 gebouwde sluis in de Grecht, die het Woerdense Verlaat werd genoemd. De bebouwing groeide in twee gewesten: Holland en Utrecht. Het Hollandse deel, gelegen ten westen van de Grecht en ten zuiden van de Kollenwetering viel onder het gerecht Nieuwkoop. Het Utrechtse deel ten noorden van de Kollenwetering en rond de meent maakte deel uit van het gerecht Wilnis, terwijl het zuidelijk daarvan gelegen stuk tot het gerecht Kamerik behoorde. Na 1813 werden de gerechten tot gemeenten omgevormd en bleef Woerdense Verlaat over drie gemeenten verdeeld. Pas na een gemeentelijke herindeling op 1 januari 1989 werd Woerdense Verlaat, met een gedeelte van de gemeente Kamerik, bij de gemeente Nieuwkoop gevoegd.
Het is vanuit Woerdense Verlaat mogelijk om via het water naar Amsterdam, Alphen aan den Rijn en Woerden te varen. De Nieuwkoopse- en Vinkeveense Plassen zijn ook goed te bereiken. Dit wordt gedaan door gebruik te maken van De Slikkerdammersluis, De Kollenbrug of de sluis in de Grecht. De pleziervaart maakt hier in de zomermaanden dankbaar gebruik van.
Volgens recente cijfers heeft Woerdense Verlaat circa 303 huizen en 795 inwoners.
Even buiten het dorp, aan de Kromme Mijdrecht staat het rijksmonument de Westveense molen.

## Sport en recreatie
- Woerdense Verlaat heeft een voetbalclub Sportief, waarvan het complex buiten het dorp in de Noordse Buurt ligt en in koude winters is er een ijsclub actief.
- De plaats is gelegen aan de Europese wandelroute E11, ter plaatse ook wel Marskramerpad geheten. De route loopt vanaf Noordse Buurt via het dorp naar Breukelen.

## Evenementen
Elk jaar aan het einde van januari wordt de Soundmix-Playbackshow gehouden in gebouw Beatrix.

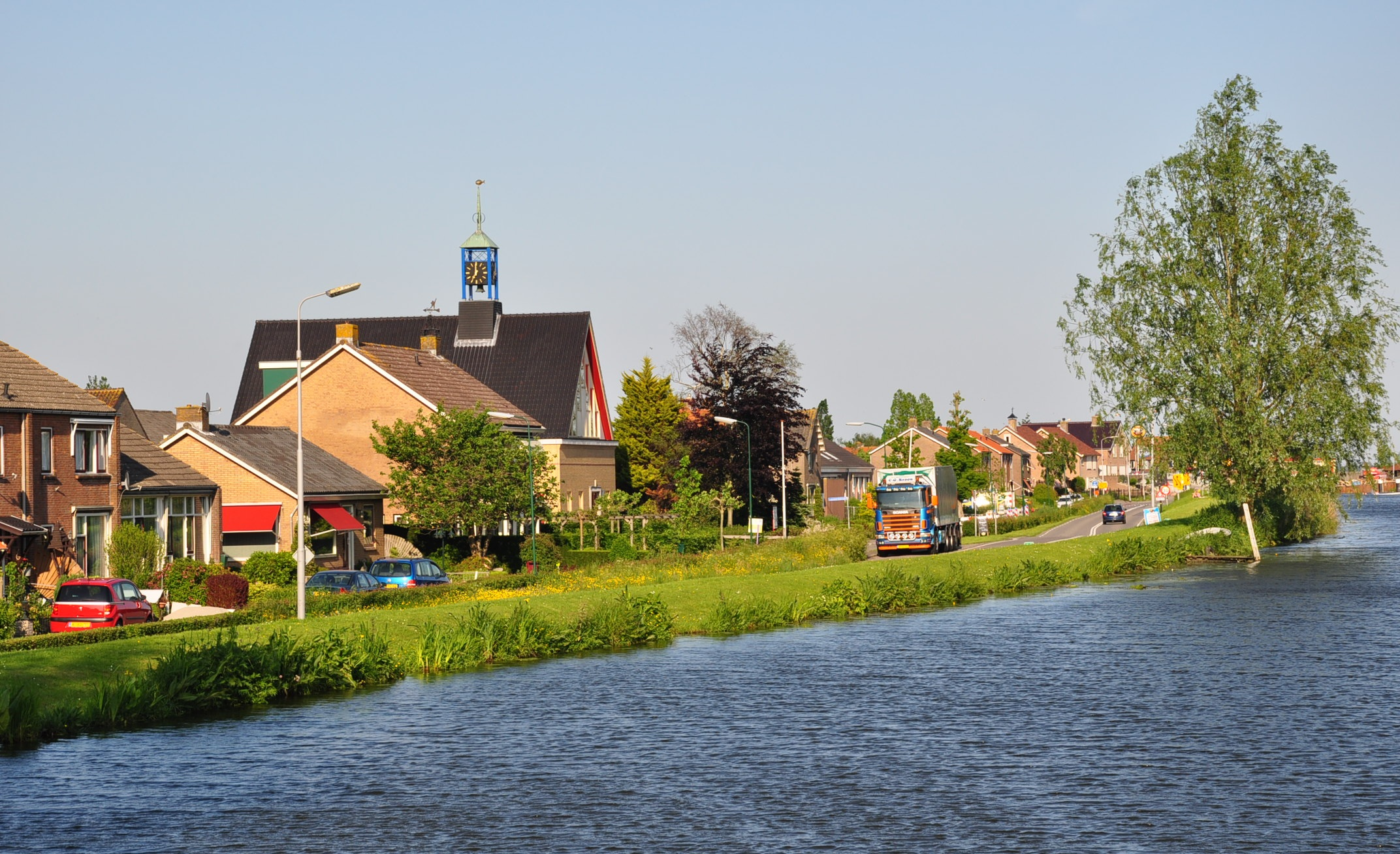
Woerdense Verlaat
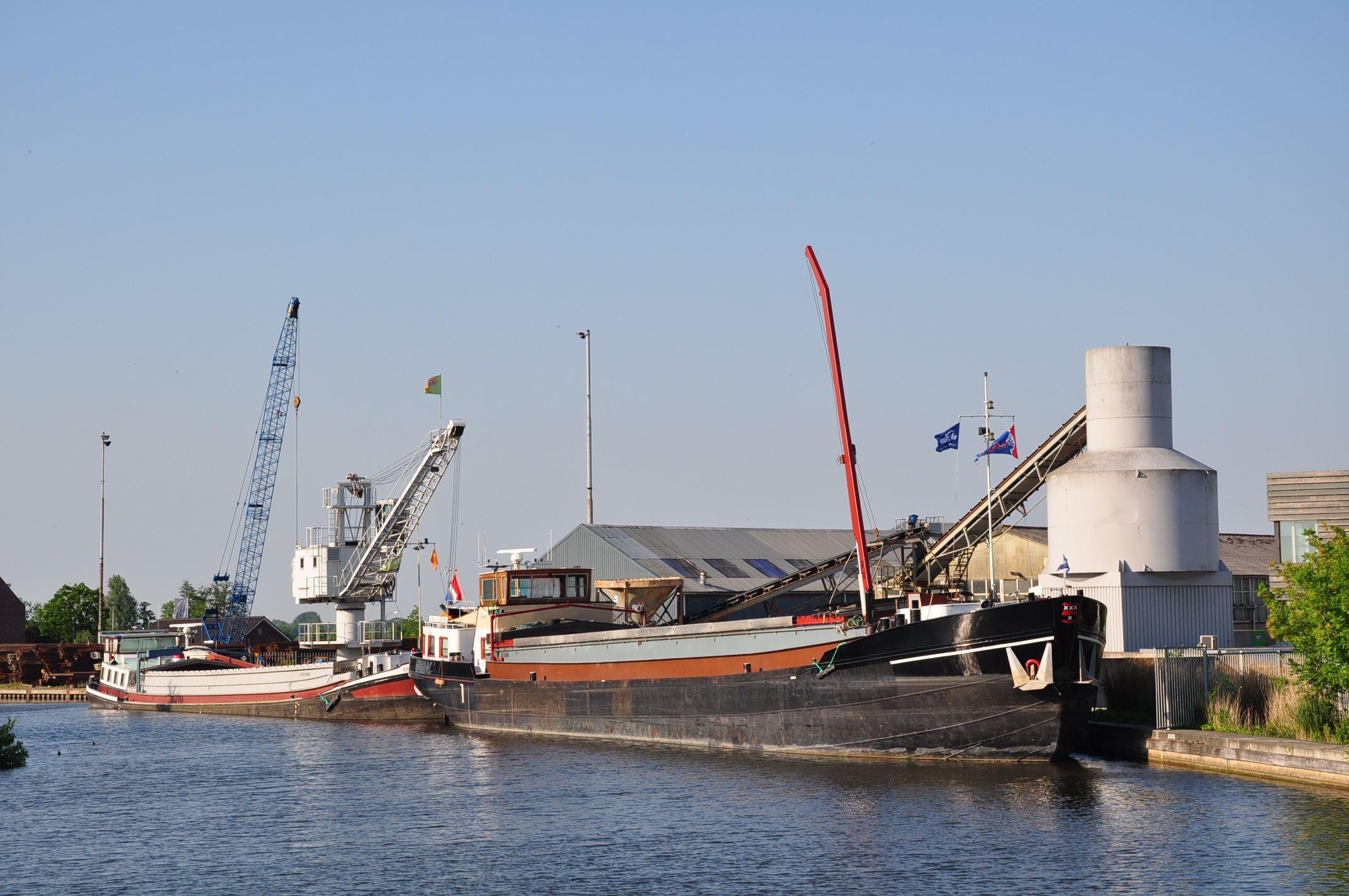
Binnenhaven / industrieterrein aan de Kromme Mijdrecht
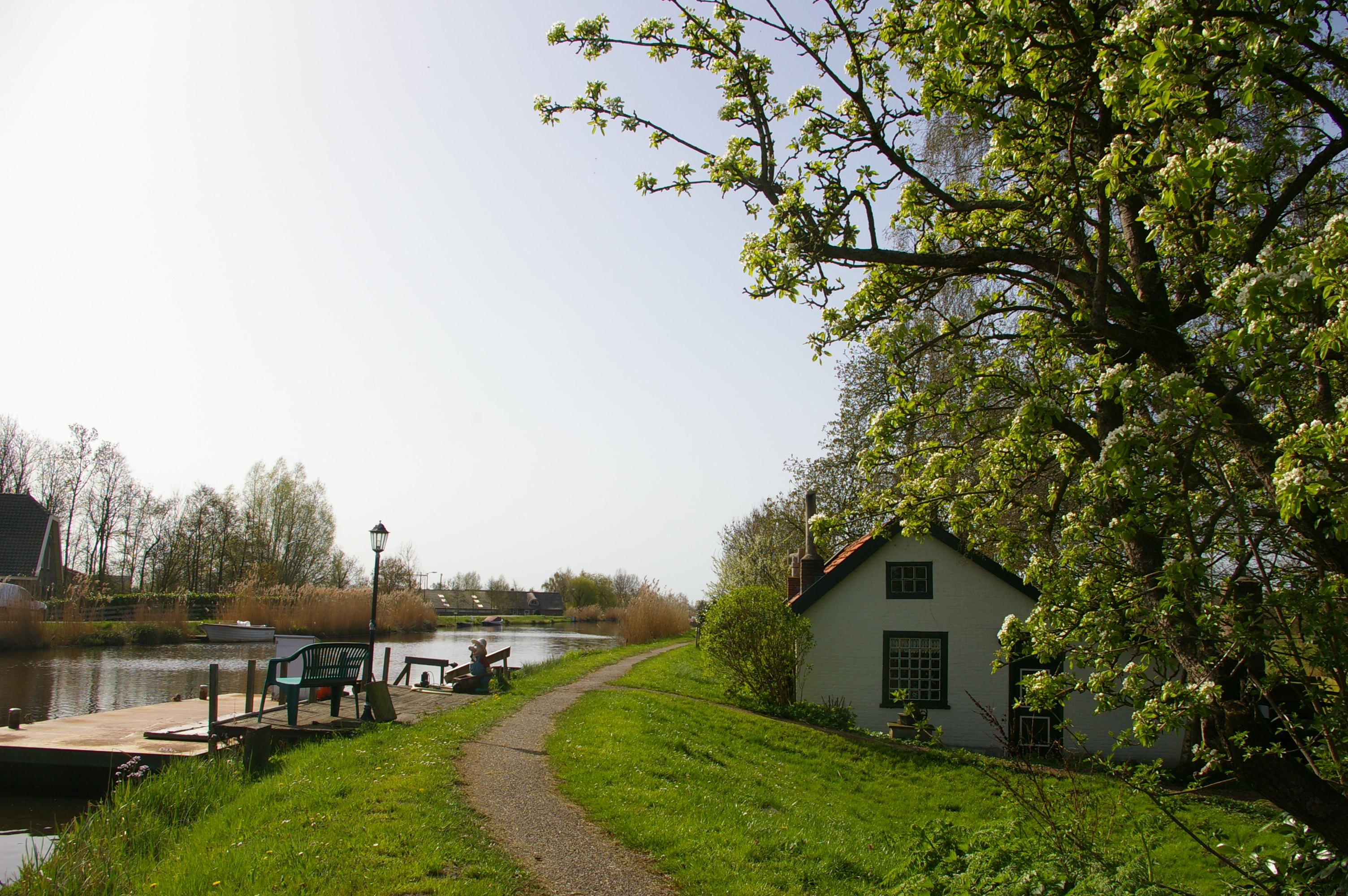
Marskramerpad langs de Kromme Mijdrecht
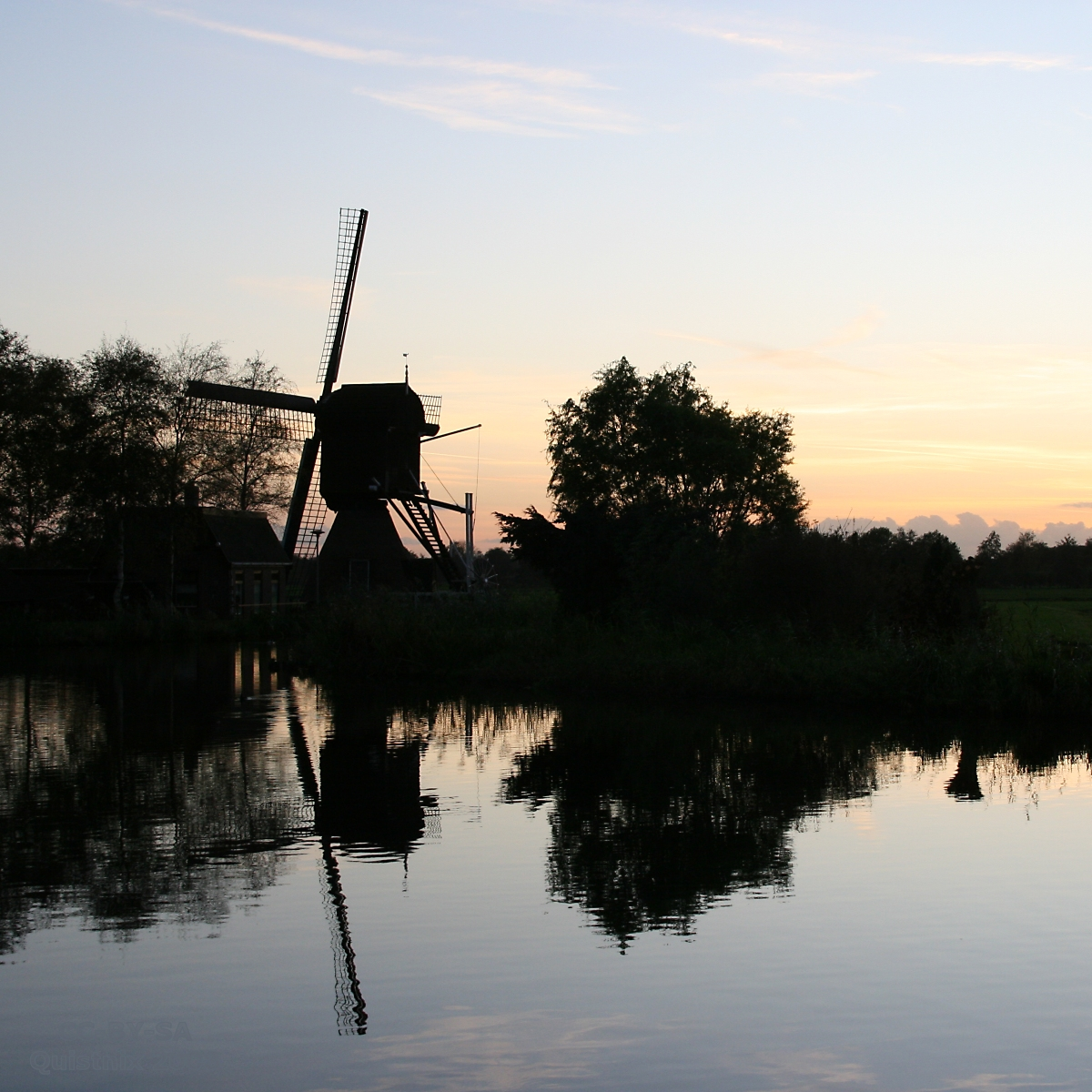
De Westveense molen

Kernen: De Meije (deels) · Korteraar · Langeraar · Nieuwkoop · Nieuwveen · Noordeinde · Noorden · Noordse Dorp · Papenveer · Ter Aar · Vrouwenakker · Woerdense Verlaat · Zevenhoven

Buurtschappen: Achttienhoven · Blokland · Kerkbuurt · Kerkpad · Noordse Buurt · Pulmot · Slikkendam · Vrijhoeven · Zevenhovenseweg · Zuideinde

Zuid-Holland: Steden en dorpen      Nederland: Provincies · Gemeenten